# لی هی-جین
لی هی-جین (به انگلیسی: Lee Hee-jin) (زاده ۱۶ مهٔ ۱۹۷۹) خواننده و بازیگر اهل کره جنوبی است.